# Sinigarra
Genre
Sinigarra est un genre de poissons téléostéens de la famille des Cyprinidae et de l'ordre des Cypriniformes. Le genre Sinigarra est monotypique, c'est-à-dire qu'il n'est composé que d'une seule espèce, Sinigarra napoense. Cette espèce de « labeonin » est seulement connue de la province du Guangxi, en Chine. La longueur des individus de cette espèce atteint 8,73 cm (SL).

## Liste des espèces
Selon FishBase (21 septembre 2015):
- Sinigarra napoense Zhang & Zhou, 2012[1]